# Ihakkasuo
Ihakkasuo är en sumpmark i Finland. Den ligger i Fredrikshamn i landskapet Kymmenedalen, i den södra delen av landet, 140 km öster om huvudstaden Helsingfors.